# Así se quiere en Jalisco
Así se quiere en Jalisco (deutsch: „So liebt man in Jalisco“) ist ein mexikanischer Film aus dem Jahr 1942. Die Regie für diesen Film des Genres Ranchera führte Fernando de Fuentes, der gemeinsam mit Antonio Guzmán Aguilera die Buchvorlage von Carlos Arniches adaptiert hatte. Es handelt sich um den ersten Farbfilm, der in Mexiko gedreht wurde. Das dafür genutzte Verfahren war Cinecolor.
Der Film erzählt die Geschichte der Liebe von Lupe Rosales, die von dem Landbesitzer Luis Alcántara begehrt wird, aber dessen Vorarbeiter Juan Ramón Mireles liebt. Luis leiht Pancho, dem Vater von Lupe, Geld, damit diese als Sicherheit des Kredits für ihn als Dienstmädchen arbeitet. Seines Konkurrent entledigt sich Luis, indem er Juan Ramón feuert. Lupe erwehrt sich der Avancen von Luis, kann dessen Haus aber aufgrund der Schulden ihres Vaters nicht verlassen, um ihren Geliebten zu heiraten. Als Juan Ramón auf die Farm zurückkehrt, beschuldigt Luis seinen ehemaligen Angestellten, ein Feuer gelegt zu haben, und lässt ihn deshalb verhaften. Diesem gelingt jedoch gerade rechtzeitig die Flucht aus dem Gefängnis, um Lupe vor Luis zu retten. Nachdem er diesen zusammengeschlagen hat, gesteht Luis, dass das Feuer sein eigenes Verschulden war. Am Ende des Films reiten Juan Ramón und Lupe gemeinsam davon.
Así se quiere en Jalisco wurde von Fernando de Fuentes zusammen mit der Gesellschaft Producciónes Grovas produziert. Es war der erste Farbfilm, der in Mexiko gedreht wurde. Dafür wurde das Verfahren Cinecolor angewendet. In diesem Zusammenhang war auch John W. Boyle, der sonst in Hollywood arbeitete, als Kameramann engagiert. Así se quiere en Jalisco hatte seine Premiere in Mexiko am 25. Dezember 1942. Am 6. August 1943 wurde er auch in den Vereinigten Staaten veröffentlicht, wo ihn Grovas-Mohme mit englischen Untertiteln aufführte. Im Jahr 1952 wurde der Film zudem in Portugal veröffentlicht. Der Film wurde von der New York Times rezensiert. Die Leistung der Schauspieler wurde kritisiert, ebenso wie die Handlung. Auf die Umsetzung als Farbfilm wurde folgendermaßen Bezug genommen: „The Mexican film industry finally has succumbed to the color camera in "Asi Se Quiere en Jalisco," which has been fitted out with English subtitles and brought into the Belmont. In Mexico a color camera can do no wrong—and within the limitations of Cinecolor and a camera which has some difficulty in remaining in focus the new film is quite a riotous display of gay fiestas, stunning senoritas and equally stunning cowboy pants.“